# Усть-Самарський острів
Усть-Самарський острів, острів Старуха, Самарський острів, Олексіївський — острів у гирлі Самари біля її лівого берега у Самарському районі міста Дніпро.
До затоплення численні острови у гирлі Самари були одним островом. Іноді Усть-Самарський острів ототожнюють з Кінським, яким є з великим припущенням Становий острів. 
Сьогодні острів перетворений у півострів через насип для Усть-Самарського мосту через Самару у її впадіння у Дніпро.
Саме тут у гирлі Самари, на Ігренських берегах сталася кривава Ігренська битва 1660 року.
На «Плані Дніпра» XVIII сторіччя і в архівних документах того ж віку острів зветься Самарський або Усть-Самарський.
За часів Дмитра Яворницького він відомий під назвою Старуха.
У кінці 19 й на початку 20 сторіччя острів згадували як Олексіївський. 
1938 року острів найменували на честь полярника П.П. Ширшова, але у другій половині 20 сторіччя ця назва забулася.